# Заларинское муниципальное образование
Залари́нское муниципа́льное образова́ние — городское поселение в Заларинском районе Иркутской области России.
Административный центр — посёлок городского типа Залари.

## Население
| 2010  | 2011  | 2012  | 2013  | 2014  | 2015  | 2016  |
| ----- | ----- | ----- | ----- | ----- | ----- | ----- |
| 9611  | ↘9601 | ↘9594 | ↘9449 | ↘9411 | ↗9478 | ↗9562 |
| 2017  |       |       |       |       |       |       |
| ↗9590 |       |       |       |       |       |       |

## Состав городского поселения
В состав муниципального образования входят два населённых пункта.
| № | Населённый пункт  | Тип населённого пункта                          | Население |
| - | ----------------- | ----------------------------------------------- | --------- |
| 1 | Блок-Пост Халярты | населённый пункт                                | ↘12       |
| 2 | Залари            | посёлок городского типа, административный центр | ↗9879     |